# Championnats d'Asie de tir à l'arc 2015
Navigation
Édition précédente Édition suivante
Les championnats d'Asie de tir à l'arc 2015 sont une compétition sportive de tir à l'arc qui a été organisée en 2015 à Bangkok, en Thaïlande. Il s'agit de la 19e édition des championnats d'Asie de tir à l'arc.

## Résultats[1]

### Classique
| Épreuves          | Or                                                   | Argent                                                     | Bronze                                                      |
| ----------------- | ---------------------------------------------------- | ---------------------------------------------------------- | ----------------------------------------------------------- |
| Individuel hommes | Lee Woo-seok Corée du Sud                            | Lee Seung-yun Corée du Sud                                 | Im Dong-hyun Corée du Sud                                   |
| Individuel femmes | Chang Hye-jin Corée du Sud                           | Hong Sunam Corée du Sud                                    | Lee Tuk-young Corée du Sud                                  |
| Par équipe hommes | Corée du Sud Im Dong-hyun Lee Seung-yun Lee Woo-seok | Japon Kikuchi Hideki Tabata Shungo Kawata Yuki             | Taipei chinois Wang Hou-chieh Wei Chun-heng Peng Shih-cheng |
| Par équipe femmes | Corée du Sud Hong Sunam Chang Hye-jin Lee Tuk-young  | Inde Laxmirani Majhi Bombayla Devi Laishram Deepika Kumari | Chine Cao Hui Xú Jīng Qi Yuhong                             |
| Par équipe mixte  | Taipei chinois Le Chien-ying Wei Chun-heng           | Corée du Sud Chang Hye-jin Lee Woo-seok                    | Inde Jayanta Talukdar Deepika Kumari                        |

### À poulie
| Épreuves          | Or                                                 | Argent                                                         | Bronze                                                                 |
| ----------------- | -------------------------------------------------- | -------------------------------------------------------------- | ---------------------------------------------------------------------- |
| Individuel hommes | Rajat Chauhan Inde                                 | Choi Yong-hee Corée du Sud                                     | Esmaeil Ebadi Iran                                                     |
| Individuel femmes | Jyothi Surekha Vennam Inde                         | Afsaneh Shafielavijeh Iran                                     | Wu Ting-ting Taipei chinois                                            |
| Par équipe hommes | Inde Abhishek Verma Rajat Chauhan Sarvesh Pareek   | Corée du Sud Kim Jongho Choi Yong-hee Yang Young-ho            | Iran Majid Gheidi Esmaeil Ebadi Yaser Amouei                           |
| Par équipe femmes | Corée du Sud Kim Yun-hee Seol Dayeong Song Yun-soo | Inde Jyothi Surekha Vennam Swati Dudhwal Jayalakshmi Sarikonda | Malaisie Saritha Cham Nong Fatin Nurfatehah Mat Salleh Nor Rizah Ishak |
| Par équipe mixte  | Corée du Sud Song Yun-soo Kim Jong-ho              | Iran Esmaeil Ebadi Afsaneh Shafielavijeh                       | Taipei chinois Chen Li-ju Kung Lin-hsiang                              |